# 重頌
祇夜（梵语：geya；巴利语：geyya），汉译重誦偈、重頌、應頌；佛家语，意为重复称说契經法語并与之相应；爲十二分教或九分教之一，屬於佛教偈頌文學的一種類型。

## 詞源
祇夜與伽陀，來自相同的動詞字根gai-，意為詩句或歌謠。後gai-演變為ge-。巴利語geyya有形容詞性“應該被歌頌的”和“頌歌，詩歌”兩個主要意思。

## 概論
九分教或十二分教中，祇夜緊隨修多羅（即長行、契經，後變為所有經藏的代言）居第二位，意為對修多羅的內容再次稱說，亦是一種諷誦文學。在漢地通常翻譯成駢文，有三、四、五、七或九言不定。